# Dipinti di Gustav Klimt
La seguente lista propone una visione d'insieme della produzione artistica di Gustav Klimt. L'illustrazione dei dipinti è in ordine cronologico, per anno e titolo, con breve commentario a fianco, e percorre l'itinerario formativo e stilistico dell'artista austriaco.

## Galleria delle opere principali di Gustav Klimt
| Numero | Immagine | Anno & Titolo                                                                                    | Commento |
| ------ | -------- | ------------------------------------------------------------------------------------------------ | --- |
| 01     |          | 1888 — Vecchio Burgtheater di Vienna (olio su tela, 82 cm × 93 cm)                               | Interno del vecchio teatro Burgtheater che stava per essere ricostruito. Il quadro fu commissionato per celebrarlo ed è importante come autentica testimonianza della presenza di molti personaggi identificabili nei volti, trasformando il quadro in un ritratto collettivo. Grazie al suo realismo fotografico, l'opera rivela il talento versatile di Klimt e fu premiata dallo stesso imperatore d'Austria. |
| 02     |          | 1888-1890 — Saffo (olio su tela, 39 cm × 31.6 cm)                                                | Lasciata allo stato di bozzetto, il dipinto fonde l'influenza dei Preraffaeliti con il simbolismo letterario e trasognato di Gustave Moreau. Costruita per linee ortogonali, l'opera è permeata da una mitologia allegorica già presente nelle opere del Burgtheater. L'esecuzione dei dettagli è conseguente allo storicismo, che influenza anche l'arte dell'epoca e celebra la bellezza in un'atmosfera di raffinato arcaismo. |
| 03     |          | 1890 — Ritratto del pianista Joseph Pembauer (olio su tela, 65 cm × 55 cm)                       | Qui ricorre ancora il realismo fotografico di Klimt, che nel volto genera una sottile tensione col simbolismo degli elementi stilizzati. Il dilemma stilistico tra storicismo e simbolismo, che tormenta l'artista in questo periodo, viene risolto nel ritratto attraverso la mediazione di forme arcaiche, che attribuiscono alla musica, identificata dagli strumenti, un valore assoluto ed eterno. Con ciò viene ottenuto un riflesso encomiastico sul pianista. |
| 04     |          | 1895 — L'Amore (olio su tela, 60 cm × 44 cm)                                                     | Per la rarefazione evanescente delle figure, il dipinto rivela la sua matrice simbolista. L'opera forma parte della serie di raffigurazioni Allegorie ed emblemi con le quali Klimt intendeva tradurre i momenti più significativi della vita umana e i loro risvolti psicologici attraverso forme cariche di intensità metaforica. Nelle teste in alto, Klimt rappresenta il ciclo esistenziale quale monito sulla fugacità della bellezza e dell'amore. |
| 05     |          | 1895 — La Musica I (olio su tela, 37 cm × 44.5 cm)                                               | Una di varie raffigurazioni che Klimt dipinse sulla Musica, con la lira, suo simbolo specifico. Una delle opere fu distrutta nell'incendio di Immendorf del 1945. Nell'immagine – che simula la pittura vascolare greca – risalta la sfinge (che allude alla libertà artistica), la maschera del sileno a sinistra, i denti di leone (metafora della diffusione delle nuove idee) ed infine il volto meditabondo della donna. |
| 06     |          | 1898 — Ritratto di Sonja Knips (olio su tela, 141 cm × 141 cm)                                   | Riecheggiando il simbolismo dell'artista belga Fernand Khnopff, Klimt ritrae una dama dell'élite viennese che opera insieme al marito presso la Wiener Werkstätte. La plasticità del volto è in contrasto con l'inconsistenza morbida delle vesti. Nella composizione diagonale l'evanescenza della poltrona, la macchia rossa del libretto, la testa circondata dai fiori, tutte anticipano lo schema dei ritratti del periodo aureo klimtiano. |
| 07     |          | 1898 — Pallade Atena (olio su tela, 75 cm × 75 cm)                                               | Il dipinto viene esaltato dalla cornice dorata realizzata dal fratello Georg Klimt. Seguendo l'esempio della Secessione di Monaco, la divinità greca viene usata come nume tutelare della Secessione viennese. Atena è ritratta davanti ad un fregio preso in prestito da un vaso attico a figure nere del VI secolo a.C. I capelli rossi escono dall'elmo ad enfatizzare la femminilità della dea, nonostante l'armatura. |
| 08     |          | 1899 — Nuda Veritas (olio su tela, 252 cm × 56.2 cm)                                             | Di quest'opera, Klimt realizzò una versione precedente datata 1898, realizzata con la tecnica della litografia e pubblicata su Ver Sacrum (Primavera Sacra) rivista della Secessione Viennese (1898-1903). Questo particolare dipinto, del 1899, si apre con la citazione del filosofo Schiller, scritta su fondo d'oro che ha una funzione di cartello introduttivo all'opera e ne accentua la carica sensuale: «Non puoi piacere a tutti con la tua azione e la tua arte. Rendi giustizia a pochi. Piacere a molti è male» (Schiller) Nella parte centrale del dipinto vediamo la figura femminile, protagonista assoluta della rappresentazione, che si mostra allo spettatore in tutta la sua nudità, senza nascondere nulla. Nonostante la Veritas non abbia un atteggiamento provocatorio, la presenza del serpente ai suoi piedi, dei fiori nei capelli e dello sfondo acquatico quasi evanescente, attribuisce alla figura una carica pericolosa e inquietante. L'incarnato pallido, la chioma rossa, lo sguardo pietrificato rendono questa donna ancora più inaccessibile. La donna tiene nella sua mano destra uno specchio, rivolto verso lo spettatore: un moderno invito al "Conosci te stesso". Elemento di collegamento tra la zona occupata dalla donna e la fine del dipinto sono due fiori che si ergono con il loro stelo sottile e lungo che, in qualche modo, ricordano la presenza maschile essendo riconducibili anche a forme spermatozooiche, simboleggiando quindi la rigenerazione. L'opera si chiude, ai piedi della figura femminile, con la scritta Nuda Veritas, titolo dell'opera. In quest'opera non mancano le caratteristiche principali dell'arte di Klimt: la grande padronanza del disegno, che rimane tuttavia bidimensionale, reso attraverso l'uso del colore, l'uso dell'oro nella parte della cornice e soprattutto l'uso di materiali e di tecniche provenienti dalle arti minori. |
| 09     |          | 1899 — Giardino con galline a S. Agatha (olio su tela, 80.3 cm × 40 cm)                          | Indicato anche col titolo Dopo la pioggia, fu dipinto a sant'Agata nell'Alta Austria e rappresenta una piacevole eccezione nella galleria klimtiana, per gli animali che raffigura. Il formato allungato ed il curioso taglio fotografico dichiarano le loro ascendenze giapponese. Il velo piovoso che avvolge l'insieme e l'interpretazione ornamentale di ogni elemento riecheggiano lo stile evanescente dei paesaggi di James Whistler. |
| 10     |          | 1901 — Giuditta e la testa di Oloferne, noto anche come Giuditta I (olio su tela, 84 cm × 42 cm) | Quest'opera rappresenta una delle prime esperienze del pittore austriaco dove mostra tutta la sua spontaneità e la mancanza di artifici retorici: è considerata come la prima opera del periodo aureo, contraddistinto da un linguaggio di forte astrazione simbolica e dall'uso massiccio dell'oro. Racchiusa in una cornice di legno scabro (realizzata dal fratello Georg, scultore, falegname e scaricatore di porto), il soggetto viene utilizzato quale metafora del potere di seduzione delle donne, che riesce a vincere anche la forza virile più bruta. In clima simbolista la figura di Giuditta si presta ovviamente alla esaltazione della femme fatale crudele e seduttrice, che porta alla rovina e alla morte il proprio amante. Il pittore raffigura la protagonista come una donna moderna, con il volto di Adele Bloch-Bauer, esponente dell'alta società viennese. L'immagine ha un taglio verticale molto accentuato con la figura di Giuditta, di grande valenza erotica, a dominare l'immagine quasi per intero. La testa di Oloferne appare appena di scorcio, in basso a destra, tagliata per oltre la metà dal bordo della cornice. Da notare la notevole differenza tra gli incarnati della figura, che hanno una resa tridimensionale, e le vesti, trattate con un decorativismo bidimensionale molto accentuato. Dietro la testa di Giuditta è rappresentato un paesaggio arcaico e stilizzato di alberi di fico e viti, tratto da un fregio assiro del Palazzo di Sennacherib a Ninive. |
| 11     |          | 1902 — Faggeto (olio su tela, 100 cm × 100 cm)                                                   | La serie di boschi di faggio corrisponde ai quadri a soggetto lacustre realizzati negli stessi anni. Si ripetono l'orizzonte molto alto, il formato quadrato, la prospettiva fortemente ravvicinata. L'andatura ritmica segnata dagli alberi, lungi dal determinare un appesantimento ottico, gioca con la vivacità dei colori e l'esilità dei tronchi, fino ad immergere lo spettatore nel paesaggio. |
| 12     |          | 1901-1902 — Pesci d'oro (olio su tela, 181 cm × 66.5 cm)                                         | Questo quadro fu esposto alla XIII mostra della Secessione e a Dresda nel 1904, suscitando così tanto scalpore che Klimt con risentimento pensò di intitolarlo Ai miei critici. L'opera, di sapore simbolista, è dominata dalla schiena nuda, riferimento a Rodin. Intenzionalmente l'aspetto invitante e le morbide linee Jugendstil delle sirene, pongono l'opera su una dimensione elegantemente erotica. |
| 13     |          | 1903 - La Speranza I (olio su tela, 189.2 cm × 67 cm)                                            | Il soggetto inconsueto e la sua resa formale hanno suscitato perplessità, al punto che per esporre l'opera si è dovuti ricorrere ad un'interpretazione religiosa. Il tema della donna gravida era già comparso in una delle figure della Medicina e nel Fregio di Beethoven. Nel 1907-08 Klimt ne esegue una seconda versione (La Speranza II), questa volta con un abito dalla preziosa stilizzazione geometrica. |
| 14     |          | 1905 — Le Tre Età della Vita (olio su tela, 180 cm × 180 cm)                                     | Questo dipinto vinse il premio all'Esposizione d'Arte Internazionale di Roma del 1911 e l'anno seguente fu acquistato dalla Galleria Nazionale d'Arte Moderna. La tela unisce il decorativismo geometrizzante a un'inattesa introspezione psicologica nelle espressioni delle tre figure: la drammatica premonizione della fine nella vecchiaia, la tenerezza protettiva nella giovane donna e l'abbandono sicuro del bambino. |
| 15     |          | 1906 — Ritratto di Fritza Riedler (olio su tela, 153 cm × 133 cm)                                | Il ritratto, il più esposto in mostre di Klimt, rappresenta l'esempio più fulgido della sua fase geometrizzante, con la struttura compositiva diagonale e le vesti quasi inconsistenti. Nel suggestivo contrasto tra il ritmico ripetersi di simboli decorativi e la plasticità del volto e delle mani, si coglie la dialettica tra figurativismo e stile astratto tipica di questa fase klimtiana.. |
| 16     |          | 1904-1907 — Bisce d'acqua (tecnica mista su pergamena, 50 cmx20 cm)                              | Il quadro è stato realizzato con diverse tecniche, dall'acquarello alla tempera, fino all'applicazione di foglie dorate sulla pergamena. La composizione ripropone forme allungate in esili sagome tipiche dello Jugendstil, ma protagonista è la ridondante decorazione del periodo aureo, che viene giocata sui motivi astratti ma allusivi dell'abbraccio e del mosaico a mandorle aperte. |
| 17     |          | 1907-1908 — Il Bacio (olio su tela, 180 cm × 180 cm)                                             | Quest'opera, in pieno accordo con i canoni dello stile Liberty, è dipinta su tela con decorazioni e mosaici (Klimt aveva un debole per i mosaici di Ravenna) in color oro sullo sfondo. L'uomo, in piedi, si piega per baciare la donna che sta inginocchiata sul prato tra i fiori e sembra accettare il bacio, partecipando emotivamente. Solo la faccia e le braccia dei personaggi sono realistiche, il resto del quadro è formato da tinte piatte e volumi geometrici accostati. La faccia della donna è racchiusa fra le mani del maschio, il quale ha il braccio della femmina sul collo. Klimt ha vestito, ed è curioso da notare, i suoi personaggi con la lunga tunica che era solito portare. La coppia è contornata da un ovale. Le forme geometriche sono abbastanza allusive, sul vestito dell'uomo vi sono raffigurati dei rettangoli posizionati in verticale, sul vestito della donna sono raffigurati dei cerchi concentrici, tutte e due le forme geometriche ricordano il sesso dei soggetti che indossano quelle tuniche. Nella parte d'oro che ricopre l'uomo vi sono figure rettangolari e in bianco e nero, mentre la donna sembra essere punteggiata con mazzi di fiori ed è caratterizzata da forme rotondeggianti e prive di ogni possibile spigolo. |
| 18     |          | 1907-1908 — Danae (olio su tela, 77 cmx83 cm)                                                    | Klimt affronta un soggetto tratto dalla mitologia greca antica: Danae fu fecondata nel sonno da Zeus, trasformatosi in pioggia d'oro. L'artista rinuncia alla consueta struttura verticale a favore di uno sviluppo ellittico. Infatti la donna è rappresentata rannicchiata in primo piano, ripiegata su sé stessa, avvolta in una forma circolare, che rimanda alla maternità e alla fertilità universale. Serenità e pace si leggono sul volto e nella posizione fetale della fanciulla. Danae diviene una fanciulla persa nel sonno e nella dimensione onirica, totalmente dimentica di sé e in balìa dei propri istinti sessuali. In nessun altro dipinto di Klimt la donna è così interamente identificata con la propria sessualità. Il corpo completamente abbandonato di Danae è circondato e ricoperto dai capelli, da un velo orientaleggiante e sulla sinistra da una pioggia d'oro. Nello scroscio della pioggia d'oro, che riecheggia di preziosismi bizantini, Klimt aggiunge un simbolo, un rettangolo verticale nero, che rappresenta il principio maschile. |
| 19     |          | 1905-1909 — L'Albero della Vita (cartone/pannello, 138.8 cm × 102 cm)                            | Pannello centrale dei cartoni per Palazzo Stoclet. Il simbolismo dell'albero della vita, che si espande sulle pareti con grandi volute, riecheggia la soluzione di Lorenzo Lotto negli affreschi della Cappella Suardi a Trescore. Nel fregio confluiscono influenze diverse: dall'arte musiva bizantina alle stampe giapponesi. Ma soprattutto domina la cultura egizia, nella posa delle figure e nell'iterazione di motivi decorativi. |
| 20     |          | 1909-1910 — Il Parco (olio su tela, 110.5 cm × 110.5 cm)                                         | Questo è uno dei lavori in cui Klimt più si avvicina all'astrattismo, senza però mai compiere il grande passo. Il brulichio dei colori e delle esili forme della vegetazione infonde un senso di vivacità che si collega al cicloaltre della vita naturale. L'obiettivo è fortemente ravvicinato al soggetto, come avviene anche nelle vedute paesaggistiche. La stesura ricorda l'esecuzione virtuosistica dei mosaici. |
| 21     |          | 1909 — Giuditta II (olio su tela, 178 cm × 41 cm)                                                | Il dipinto rappresenta Giuditta nell'atto di uccidere Oloferne del quale viene evidenziata, in basso a destra, la testa dopo la decapitazione. Klimt utilizza il concetto liberty della linea sinuosa curva, a forma di spirale, per rappresentare Giuditta evidenziandone alcune parti del corpo come la testa, il busto e le mani. Il quadro è conservato ed esposto alla Galleria internazionale d'arte moderna di Venezia. |
| 22     |          | 1910 — Il Cappello Nero (olio su tela, 79 cm × 63 cm)                                            | Per lo stile non-finito, inusuale in questo periodo di Klimt, per la sintesi dell'immagine, privata di ogni supporto decorativistico, e per i toni bassi che la contraddistinguono, la figura sembra riecheggiare quelle di Toulouse-Lautrec, scoperte dall'artista a Parigi l'anno precedente. La chioma rossa e il cappello spropositatamente grande erano presenti già in Signora con cappello e boa di piume, del 1909. |
| 23     |          | 1908-1911 — Vita e Morte (olio su tela, 178 cm × 198 cm)                                         | La forte cesura che taglia la composizione corrisponde a motivi simbolici: l'ombra inquietante e scura della morte incombe sul groviglio di figure umane, dove il colore si riaccende in una vivacità decorativa. La struttura ascensionale ripropone i momenti salienti della vita: dall'amicizia all'amore, alla maternità. La fisicità nodosa dell'uomo è destinata a ispirare i nudi di Egon Schiele |
| 24     |          | 1912-1913 — La Vergine (olio su tela, 190 cm × 200 cm)                                           | All'aristocrazia consueta Klimt sostituisce ora allegorie erotiche, come Vita e Morte del n. 22. Il groviglio delle sette donne ha perso ogni realismo, come è evidente dal nudo quasi scheletrico sulla sinistra, e viene come riassorbito dal tessuto decorativo. L'associazione della bellezza a pose così innaturali vuol essere un'allusione alla fugacità della vita, un riflesso della decadenza della società contemporanea. |
| 25     |          | 1914-1916 — Ritratto della Baronessa Elisabeth Bachofen-Echt (olio su tela, 180 cm × 126 cm)     | Nelle figurine che incorniciano la baronessa domina una nota orientale. Alla struttura piramidale del soggetto si accompagna una sintassi astratta e serrata, tipica dell'ultima produzione klimtiana. Conclusa dal 1909 la fase aurea e superata la crisi seguente, Klimt rigetta i moduli greci o egizi per concentrarsi su una festosa esuberanza cromatica, vicina a Henri Matisse. |
| 26     |          | 1916-1917 — Ritratto di signora (olio su tela, 60 cm × 55 cm)                                    | Eseguito con uno stile rapido e vivace, il ritratto possiede uno spirito sereno inusuale in Klimt. Qui l'artista altera il realismo del volto con macchie di colore acceso e confluisce così nella dimensione espressionista, avvicinandosi soprattutto alle immagini di Jawlensky. Tuttavia alla deformazione grumosa o violenta dei suoi colleghi, Klimt antepone la sua abituale preziosità nell'ornamento. |
| 27     |          | 1916 — Ritratto di Friedericke Maria Beer (olio su tela, 168 cm × 130 cm)                        | La donna, figlia della proprietaria della Kaiserbar, era stata ritratta anche da Egon Schiele. Klimt la raffigura in un vestito realizzato dalla Wiener Werkstätte. Per sottolinearne lo sfarzo ripete gli elementi orientali della Baronessa Elisabeth Bachofen-Echt (n. 24), ripresi da un suo vaso coreano. |
| 28     |          | 1917-1918 — Ritratto di Johanna Staude (olio su tela, 70 cm × 50 cm)                             | Altro ritratto, non-finito, che si concentra sulla parte superiore del corpo, con motivi di foglie azzurrine in un vestito a sacco. |
| 29     |          | 1918 — Adamo ed Eva (olio su tela, 173 cm × 60 cm)                                               | Il dipinto, incompiuto, assume valenza simbolica per il soggetto biblico e per la trattazione del volto di Eva, con il capo chino ed un sorriso dolce ma enigmatico. La parte inferiore, con il decorativismo dei fiori e dello sfondo, è tipica di Klimt; quella superiore, in cui le figure si impongono su un fondale monocromo, rivela una sintesi dalle linee tormentate più prossima allo stile di Schiele. |

## Musei
Elenco dei musei che espongono opere dell'artista:
- Galleria nazionale d'arte moderna e contemporanea, Roma
- Neue Pinakothek, Monaco di Baviera
- Galleria d’arte moderna Ricci Oddi, Piacenza
- Leopold Museum, Vienna
- Österreichische Galerie Belvedere, Vienna
- Museum für angewandte Kunst, Vienna
- Neue Galerie, New York
- Cà Pesaro Galleria internazionale di arte moderna, Venezia
- Národní Galerie, Praga

### Riferimenti
- Czernin, Hubertus. Die Fälschung: Der Fall Bloch-Bauer und das Werk Gustav Klimts. Czernin Verlag, Vienna 2006. ISBN 3-7076-0000-9
- Kallir, Jane, Alfred Weidinger: Gustav Klimt. In Search of the Total Artwork. Prestel, New York 2009, ISBN 978-3-7913-4232-0
- Anne-Marie O'Connor, The Lady in Gold, The Extraordinary Tale of Gustav Klimt's Masterpiece, Portrait of Adele Bloch-Bauer, New York, Alfred A. Knopf, 2012, ISBN 0-307-26564-1..
- Schorske, Carl E. "Gustav Klimt: Painting and the Crisis of the Liberal Ego" in Fin-de-Siècle Vienna: Politics and Culture. Vintage Books, 1981. ISBN 0-394-74478-0
- Weidinger, Alfred. Klimt. Catalogue Raisonné, Prestel, New York, 2007, ISBN 978-3-7913-3764-7